# Lapșîne, Kroleveț
Lapșîne (în ucraineană Лапшине) este un sat în comuna Leninske din raionul Kroleveț, regiunea Sumî, Ucraina.

## Demografie
Componența lingvistică a localității Lapșîne
     Ucraineană (98,32%)
     Rusă (1,68%)
Conform recensământului din 2001, majoritatea populației localității Lapșîne era vorbitoare de ucraineană (98,32%), existând în minoritate și vorbitori de rusă (1,68%).